# یلنا پانووا (بدنساز)
یلنا الکساندرونا پانووا، که اغلب النا پانوا نوشته می‌شود، (روسی: Елена Александровна Панова ; متولد ۲۶ آوریل ۱۹۷۹) یک بدنساز زن اهل ورونژ، روسیه است

## زمینه
النا فارغ‌التحصیل رشته روابط عمومی با مدرک کارشناسی ارشد از دانشگاه فنی دولتی ورونژ می‌باشد.. او ابتدا در سال ۱۹۹۸ شروع به تمرین برای کاهش وزن کرد. که در آن زمان عموماً ایروبیک استپ محبوب بود. النا پس از شرکت در یک مسابقه بدنسازی محلی که در آن رتبه بسیار خوبی به دست آورد، تصمیم گرفت بدنساز شود. او همچنین از مجلاتی الهام گرفت که بدنسازان زن معروفی مانند لندا موری، کوری اورسون و ژولیت برگمان روی جلد آن‌ها قرار داشتند. در سال ۲۰۰۴ النا حرفه خود را تغییر داد و یک مربی شخصی شد. در زمستان ۲۰۰۶ النا به مسکو نقل مکان کرده و در یکی از مراکز تناسب اندام پیشرو شروع به کار نمود. . در سال ۲۰۰۹ النا به میامی (فلوریدا، ایالات متحده آمریکا) نقل مکان کرد و تا به امروز در آنجا زندگی می‌کند. متأهل بدون فرزند

## حرفه بدنسازی
در سال ۲۰۰۳ یلنا در اولین مسابقه خود در مسابقات قهرمانی سوم FBFR جنوب روسیه "سامسون ۲۲" شرکت کرد و در مقام ششم را کسب نمود. در سال ۲۰۰۴ پانووا در تصادف اتومبیل دچار مصدومیت شد و به مدت یک سال قادر به تمرین و مسابقه نبود. در سال ۲۰۰۵، او مقام دوم را در مسابقات قهرمانی آماتور روسیه WFF-WBBF کسب کرد. در سال ۲۰۰۶ یلنا موقعیت حرفه ای خود را در مسابقات قهرمانی حرفه ای اروپا WFF-WBBF به دست آورد و مقام چهارم را از آن خود کرد. بزرگترین موفقیت او به عنوان یک حرفه ای مقام دوم در مسابقات قهرمانی حرفه ای جهانی WFF-WBBF در سال ۲۰۰۷ و ۲۰۰۸ بوده‌است.
یلنا پانووا پس از مسابقات قهرمانی جهانی WFF-WBBF Pro در سال ۲۰۰۹، مقام چهارم را در فهرست رنکینگ حرفه ای جهان (زنان) دارد.

## تاریخچه مسابقه
- 2003 FBFR جنوب روسیه قهرمانی سوم "سامسون ۲۲" - ششم
- ۲۰۰۵ قهرمانی آماتور روسیه WFF-WBBF - دوم.
- قهرمانی آماتور اروپا 2006 WFF-WBBF - دوم.[۴]
- قهرمانی حرفه ای اروپا 2006 WFF-WBBF - چهارم
- 2007 WFF-WBBF قهرمانی حرفه ای اروپا - دوم.[۵]
- قهرمانی آماتور جهانی WFF-WBBF 2007 - اول.[۶]
- قهرمانی حرفه ای جهانی WFF-WBBF 2007 - دوم.[۷]
- قهرمانی حرفه ای جهانی WFF-WBBF 2008 - دوم.[۸]
- جام طلای NPC FL 2011 12 نوامبر - زنان در مجموع - ۱، سنگین‌وزن زنان - ۱، زنان در مجموع - ۱، زنان Masters 30+ - اول.[۹]